# A (The Walking Dead)
«A»— es el décimo sexto y último episodio de la cuarta temporada de la serie de televisión The Walking Dead. Fue dirigido por Michelle McLaren y el guion estuvo a cargo conjuntamente de Scott M. Gimple y Angela Kang. La cadena AMC lo emitió en los Estados Unidos el 30 de marzo de 2014; FOX hizo lo propio en Latinoamérica y España el día 31 del mismo mes, respectivamente.
A medida que múltiples caminos se colisionan en los viajes de cada grupo, Rick (Andrew Lincoln) recuerda el pasado y se encuentra cara a cara con pura brutalidad. A medida que el llamado santuario, "Terminus", comienza a revelar su verdadero rostro, el grupo lucha por sobrevivir. Los temas explorados en este episodio incluyen preparación y las extremidades de vivir en un mundo sin ley. Este último se explora a través de la culpa y el trauma de Rick después de haber sido forzado a asesinar brutalmente a dos hombres para proteger a su hijo, Carl (Chandler Riggs).

## Trama
Los flashbacks a través del episodio tienen lugar durante el tiempo de los grupos en la prisión. Durante un período indeterminado, Hershel (Scott Wilson) ayuda a Rick (Andrew Lincoln) a reconocer que ha tomado una actitud violenta e insensible hacia la protección de su grupo y le recuerda cómo esto ha impresionado a su hijo Carl (Chandler Riggs), ni le ha permitido pasar tiempo con su pequeña hija Judith. Rick viene a seguir el consejo de Hershel y estas escenas terminan con Rick decidiendo dejar su arma, dedicarse a la agricultura junto a Carl y disfrutar del tiempo con los miembros de su grupo.
En el presente, Rick, Carl y Michonne (Danai Gurira) siguen las señales a lo largo de las vías hacia Terminus. Escuchan gritos de ayuda y encuentran a un sobreviviente solitario rodeado de caminantes. Rick les advierte sobre la conservación de sus municiones y determina que es demasiado arriesgado salvar al hombre y lo dejan morir.
Esa noche, son emboscados por Joe (Jeff Kober) y su pandilla de Reclamantes, cuyos miembros reacios también incluye a Daryl (Norman Reedus). Joe había estado rastreando al grupo de Rick durante algún tiempo, buscando venganza de Rick por matar a uno de los suyos. Joe sostiene a Rick a punta de pistola, y Daryl (que no sabía que se estaba rastreando al grupo de Rick) intenta convencer a Joe de que no haga daño a sus amigos. Joe refuta a Daryl y hace que dos de sus hombres lo aseguren antes de volver su atención a Rick. Joe dice que los Reclamadores son "hombres razonables", pero en venganza, matará a golpes a Daryl, agredirá sexualmente a Carl y Michonne y luego matará a Rick después de que se vea obligado a presenciar esto. Un Reclamador, Dan (Keith Brooks), se prepara para violar a Carl. Instintivamente, Rick golpea con la cabeza a Joe, quien dispara su arma pero falla, pero el disparo deja a Rick temporalmente sordo. Joe lucha y asegura a Rick, pero Rick luego muerde la arteria carótida de Joe y le arranca su vena yugular, matándolo e impactando a los otros Reclamadores. Daryl y Michonne aprovechan el momento para liberarse de sus captores, matando al resto de los Reclamantes, excepto a Dan. Dan suplica por su vida, pero Rick lo apuñala con la navaja de bolsillo de Joe y lo destripa, y luego continúa apuñalándolo hasta conducirlo a la muerte, mientras Carl observa con deleite. Al siguiente día Rick se asegura de que los demás estén a salvo y él y Daryl se reconcilian y Daryl explica que se separó de Beth (Emily Kinney) y que no es consciente de su destino.
Más tarde, los cuatro continúan hacia Terminus, y pronto llegan a la vista del patio del tren. Rick está preocupado y decide enterrar la mayoría de sus armas cerca antes de que entren. Son recibidos en Terminus por los hermanos Gareth (Andrew J. West) y Alex (Tate Ellington), y comprueban sus armas antes de devolverlos al grupo. Alex les ofrece un recorrido por Terminus, proporcionándoles comida de su madre Mary (Denise Crosby). Rick nota en una mesa varios suministros de sus amigos entre ellos el reloj de bolsillo que Hershel le había dado a Glenn (Steven Yeun) como su signo de aprobación para casarse con su hija Maggie (Lauren Cohan). Rick toma a Alex como rehén y exige saber qué pasó con sus amigos. Gareth, observando desde la distancia, ordena a sus hombres que ataquen, comenzando un gran tiroteo. Rick usa a Alex como un escudo de bala quien es asesinado accidentalmente por su madre, antes de que él y los demás se vean obligados a entrar en una serie de callejones y finalmente a un área cerrada, donde no tienen dónde esconderse de los francotiradores. Gareth exige que dejen caer sus armas, y el grupo es escoltado a un vagón donde descubren que los residentes de Terminus ya han capturado a Glenn, Maggie, Bob (Lawrence Gilliard Jr.), y Sasha (Sonequa Martin-Green), junto con nuevos aliados Abraham Ford (Michael Cudlitz), Rosita Espinosa (Christian Serratos), Eugene Porter (Josh McDermitt) y Tara Chambler (Alanna Masterson). Cuando están encerrados, Rick les dice a los demás que "están jodiendo con las personas equivocadas".

## Producción

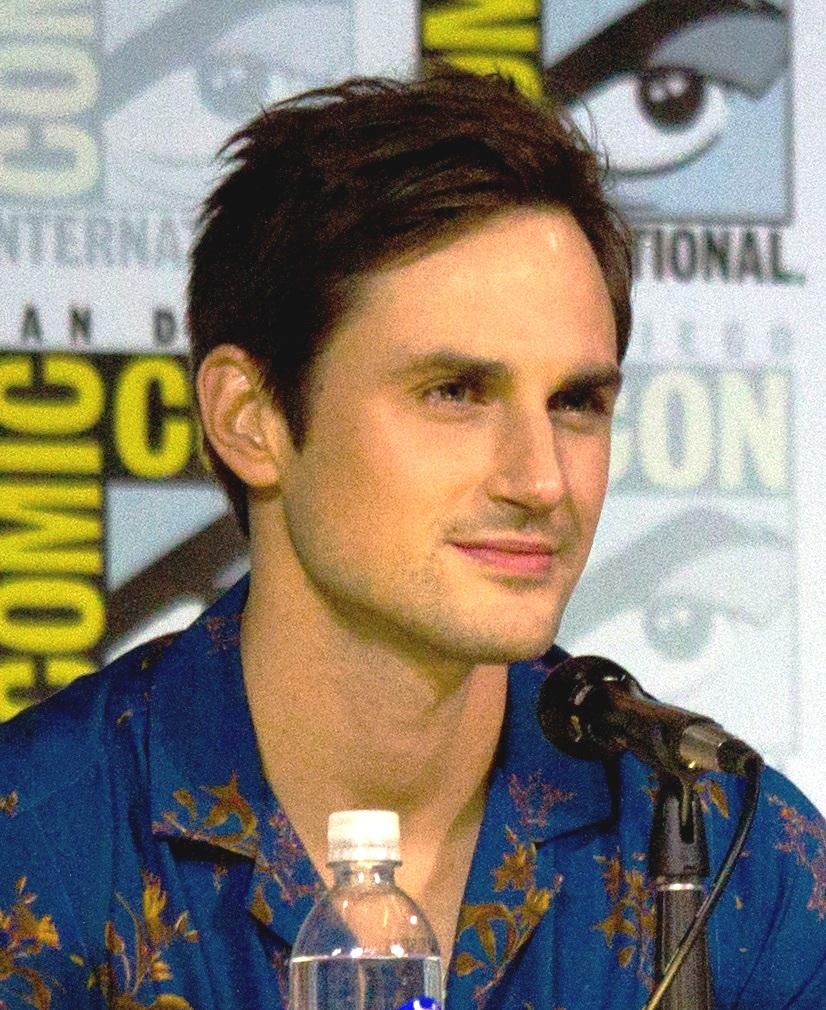
Andrew J. West hizo su primera aparición como Gareth en este episodio.

Melissa McBride (Carol Peletier), Emily Kinney (Beth Greene), Chad Coleman (Tyreese Williams), Scott Wilson (Hershel Greene) y Vincent Martella (Patrick) solo aparecen en los flashback del episodio, "A" fue coescrito por el productor ejecutivo y escritor Scott M. Gimple y la productora Angela Kang; era su tercer crédito de escritura para la temporada. Fue dirigido por Michelle MacLaren, quien previamente dirigió la temporada dos "Pretty Much Dead Already" y la temporada uno "Guts".
Este episodio final marca los regresos y salidas de presentar a Hershel Greene (Scott Wilson), aunque en una secuencia de retrospectiva, después de la muerte del personaje en "Too Far Gone". Para este episodio, se le asigna a los créditos de apertura después de salir ejecutado por Michonne en noveno episodio de la temporada. También marca el regreso y salida de Vincent Martella (Patrick) en una secuencia de retrospectiva quien muere en el segundo episodio de la temporada.
El episodio marca la aparición final del personaje recurrente Joe (interpretado por Jeff Kober) cuando fue asesinado por Rick Grimes mordiendole la vena yugular. La escena donde Rick, Michonne y Carl son capturados por la pandilla de Joe fue filmada y producida intencionalmente para seguir una parte de la trama cel "Volume 10", "Número # 57" de los libros del cómic. La principal diferencia está en los cómics, Rick, Carl y Abraham son capturados por tres bandidos, mientras que en la serie, Rick, Daryl, Carl y Michonne son capturados por la pandilla de cinco hombres de Joe. Durante el rodaje de la escena final, Andrew Lincoln comentó que pronunció la última línea, muy similar a la que se encuentra en "Volumen # 11", "Número 64" del cómic de historietas. Scott Gimple notó que esto nunca hubiera pasado a los censores de la red, por lo que tuvieron que volver a tomar otra versión de la escena final sin jurar. A pesar de esto, la escena con la juramentación se considera la versión canónica. El video casero del episodio muestra la versión sin censura de la última línea de la temporada, "Están jodiendo con la gente equivocada".

## Recepción

### Visitas
Tras la transmisión, el episodio fue visto por 15.68 millones de televidentes estadounidenses, y recibió una calificación de entre 18 y 49 de 8.0. Esto marca un aumento en el total de espectadores y clasificaciones del episodio anterior, que recibió una calificación de 18-49 de 6.7 y 13.47 millones de espectadores. Esta calificación representa el final de temporada alto hasta la fecha, pero por debajo del máximo histórico del episodio de estreno de la temporada cuatro. En general, la audiencia promedio de la temporada cuatro de 13,3 millones de espectadores fue un aumento del 20% en la tercera temporada..

### Recepción crítica
El episodio recibió críticas generalmente positivas de los críticos. Escribiendo para  Forbes , Allen St. John, comentó el final positivamente, diciendo, "Este episodio, dirigido magistralmente por  Michelle McLaren de Breaking Bad, coloca a la fama a The Walking Dead en un lugar interesante. La trama lleva a nuestros héroes a un lugar oscuro, ¿y qué puede ser más oscuro que un vagón de ferrocarril bloqueado?"
Roth Cornet de IGN calificó el episodio de "Excelente" 8.0, escribiendo, "The Walking Dead El final de la cuarta temporada sirvió como respuesta a una pregunta que Rick se ha estado preguntando casi desde el comienzo de la serie: ¿Qué clase de hombre soy? La respuesta, al menos hasta cierto punto, es cualquier tipo de hombre que el momento le exija, que es exactamente lo que necesitaría para ser un líder fuerte y viable en este mundo. Si bien creo que la conclusión podría haber sido más fuerte, este fue uno de los episodios mejor dirigidos y ejecutados de la segunda mitad de esta temporada ".